# Los muchachos de mi barrio
Los muchachos de mi barrio es una película argentina de 1970 dirigida por Enrique Carreras según su propio guion escrito en colaboración con Manuel M. Alba y Rodolfo Sciammarella. 
El film está basado en la obra teatral La barra de la esquina de Carlos Goicochea y Rogelio Cordone. La película se estrenó el 12 de marzo de 1970 y que tuvo como protagonistas a Palito Ortega, Juan Carlos Altavista, Raúl Rossi y Rafael Carret. La versión fílmica anterior de la obra fue La barra de la esquina dirigida en 1950 por Julio Saraceni.

## Sinopsis
Lito Ugarte, un cantante exitoso, regresa al país donde nació, volviendo a la ciudad donde creció y se reencuentra con sus viejos amigos.

## Reparto
Participaron del filme los siguientes intérpretes:
- Palito Ortega … Lito Ugarte
- Juan Carlos Altavista … Fatiga
- Raúl Rossi … Luiggi Bertonni
- Rafael Carret … Nicola
- Mariángeles … Elsita
- Javier Portales … Osvaldo, "el Gordo"
- Carlos Borsani
- Corrado Corradi
- Oscar Rovito … Cholo
- Héctor Fuentes … Damián
- Paquita Vehil
- Jacques Arndt … Kurtis, "el Representante"
- Arturo Puig … Calambre
- Carlos Fioriti … Zapiola
- Victoria Berni
- Miguel A. Ferreira
- Alfonso Pisano
- Jorge Sánchez
- Gaspar Mulet
- Gabriel R. Avalos
- Adolfo Apesteneiker
- Pablo Codevila
- Calígula … José, el chofer
- Mario Sapag … Iluminador en teatro
- Amalia Bernabé … Doña Romualda
- Arnaldo André
- Enrique Carreras … Director de cine
- Zulma Grey … Admiradora de Lito Ugarte
- Héctor Larrea … Él mismo
- Aurora del Mar … Esposa de Calambre
- Miguel Jordán … Público en teatro
- Lisardo García Tuñón … Público en teatro

## Comentarios
La Nación dijo:

”Historia que no pretende ser más que una simpática comedia sentimental…va creando un clima intensamente emotivo.”

Manrupe y Portela escriben:

”…un pasatiempo aceptable.”